# 脑梗死
脑梗死（cerebral infarction）又稱腦梗塞，简称腦梗，是指大脑中的某個组织区域出現壞死情況。它是由向大脑供应血液和氧气的动脉阻塞或狭窄所导致。由于血液供应受限，則會导致缺血性中风，如果血流在相对较短的时间内没有及時恢复，就会出現梗塞。血栓、栓子、一条或多条动脉出現的动脉粥样硬化也會引發梗塞。不同的动脉出現的问题将决定大脑的哪些区域受到影响或出現梗塞。